# بری پپر
بری پپر (به انگلیسی: Barry Pepper) (زاده ۴ آوریل ۱۹۷۰) بازیگر کانادایی است. از فیلم‌های او می‌توان به شجاعت واقعی و همچنین فیلم مسیر سبز، نجات سرباز رایان (۱۹۹۸) و خزش اشاره کرد. وی همچنین صداپیشهٔ شخصیت الکس مرسر در بازی پروتوتایپ (بازی) است. وی در فیلم نقطه متحرک Trigger Point هم بازی کرده‌است.

## گزیده فیلم‌شناسی
- نجات سرباز رایان (۱۹۹۸)
- دشمن کشور (۱۹۹۸)
- مسیر سبز (۱۹۹۹)
- میدان نبرد زمین (۲۰۰۰)
- همه ما سقوط می‌کنیم (۲۰۰۰)
- ولگردها (۲۰۰۲)
- ما سرباز بودیم (۲۰۰۲)
- ساعت بیست و پنجم (۲۰۰۲)
- ریپلی زیر زمین (۲۰۰۵)
- پرچم‌های پدران ما (۲۰۰۶)
- هفت زندگی (۲۰۰۸)
- شجاعت واقعی (۲۰۱۰)
- به سوی شگفتی (۲۰۱۲)
- شهر ویران (۲۰۱۳)
- رنجر تنها (۲۰۱۳)
- دونده مارپیچ: مشقت‌های اسکرچ (۲۰۱۵)
- ماشین‌های هیولا (۲۰۱۷)
- دونده مارپیچ: علاج مرگ (۲۰۱۸)
- پرنده رنگین (۲۰۱۹)
- دویدن با شیطان (۲۰۱۹)
- خزش (۲۰۱۹)
- نقطه متحرک TRIGGER POINT(2021)